# 何语涵
何语涵（1999年9月7日—），中国重庆市人，围棋职业六段棋手。他5岁学棋，2013年入段，2018年9月升为六段。

## 国内比赛成绩
2011年，获得第2届百灵杯少年围棋赛小棋王组冠军。2016年获得全国围棋个人赛男子乙组第三名。2019年第18届西南棋王赛连胜古力、时越进入半决赛，后负于党毅飞。
2018年至2019年代表成都队参加围甲联赛。